# 环界系列
环界是以鈴木光司小说为基础的日式恐怖跨媒體系列作品。该系列包括原著小说、电影、电视剧、漫画、电子游戏等改编作品。
该系列从一段被诅咒的录像带展开，该录像带会在7天后杀死任何观看它的人。录像带的创造者是超能力者山村贞子，她被感染天花病毒并被扔进了井里，之后以幽灵般的连环杀手的身份回归，杀死了任何未能复制并在7天内将录像带发送给其他人的人。另一个贯穿全系列的人物高山龙司为了与贞子抗争一度在现实世界与环界里重生，利用数学天赋与医学知识破解环病毒，揭示超能力的本质即是与高维度世界相联的能力。

## 原作小说
该系列始于鈴木光司1991年的第一部小说，并且和两部续篇1995年的《螺旋》、1998年的《循环》构成三部曲。1999年又发行了短篇小說集《新生》作为三部曲的补充故事。2012年和2013年分别出版了三部曲的续作《环裂》和《环溯》。

### 铃（，）
环界1：铃、午夜凶铃、七夜怪談、七夜怪談1：RING。1991年6月发售（ISBN 4-04-872645-5）。
东京的一天晚上，四名青少年同时因心脏疾病死亡，其中一名少女的叔叔兼记者浅川和行对案件产生疑惑并展开调查。在四名青少年生前一周共同所在的南箱根太平洋的度假区发现了录像带，录像带包含一系列抽象和现实的画面，并出现了一个警告：“看到这些画面的人将在一周内死去，除非…”后面被广告覆写了。浅川和行相信录像带已经在他身上留下了诅咒。
浅川得到了朋友高山龙司的帮助。高山龙司让浅川给他录制了一份以观看研究。随后的调查将他们引导至伊豆大岛。在浅川的妻子和孩子也观看了录像后，浅川意识到他必须找出真相以防止家人和朋友的死亡。
然后他们的调查至名为山村贞子的人。贞子的母亲山村志津子以出色的超能力而闻名，但后来被称为江湖骗子，之后跳进了三原山的火山口，贞子下落不明。長尾城太郎的供词将他们带回南箱根，在那里他们找到了一口井，底部是贞子的遗骸，浅川将其带回伊豆大岛安葬。七日后浅川安然无恙，他们认为诅咒已经解除，就放心地回家了。但诅咒仍然准时降临至龙司，龙司临终前再次播放录像带，电视周围的空间变得扭曲。他拨通了助手高野舞的电话，但录像播放骰子的场景时，龙司尝试拨打上面的数字并喊道：“让我离开这里，去你们的世界！”。
浅川意识到复制录像带才能解除诅咒，他再次尝试拯救家人。

### 螺旋（，）
环界2：螺旋、午夜凶铃2：复活之路、七夜怪談2：復活之路、七夜怪談2：螺旋。1995年8月3日发售（ISBN 4-04-188003-3）。
龙司的大学同学安藤满男负责对龙司进行尸检。他和同事宫下在龙司的喉咙里发现了一个良性肿瘤，这被认为是他的死因。他们感到困惑，因为他们发现的肿瘤类似于30年前根除的天花肿瘤。安藤和宫下发现一种叫做环病毒的有机体导致了这种肿瘤。病毒通过录像带诞生在人体，并开始在观看者的喉咙内长成肿瘤。如果不执行咒语，肿瘤就会生长，直到它阻塞气道并杀死人。为了阻止这种情况，必须复制录像带并将其展示给另一个人。他们在龙司的胃里找到了RING这个词和一系列神秘的信息。
为了解开神秘信息的含义而询问高野舞，高野舞将录像带的诅咒告诉安藤。作为一名科学家，安藤对高野舞的解释嗤之以鼻。他去和浅川谈话，但发现他和家人发生了一场车祸。他发现浅川的妻子和孩子在车祸前已经死亡。浅川重伤，无法说话。事故现场有一个破碎的录像带。高野舞突然失踪，安藤调查时偶然发现了龙司的文件，其中标题“THE RING”，包含超自然的解释并且与科学解释相矛盾。
病毒发生变异，并以文件为媒介。看完文件后，安藤想起了贞子和井。通过一系列的事件引导至南箱根的井边。
高野舞失踪几天后，安藤遇到了一位名叫真砂子的女人，自称是高野舞的妹妹，安藤爱上了她之后却发现真砂子就是贞子。安藤阅读完贞子的信件后安藤选择和贞子妥协以让安藤孝则重生。

### 环（，）
环界3：环、午夜凶铃3：永生不死、七夜怪談3：永生不死、七夜怪談3：LOOP。1998年1月23日发售（ISBN 4-04-188006-8）。
二見馨的父亲患上了一种称为转移性人类癌的致命疾病，是一种涉及动植物的癌症病毒。二見馨发现他的父亲参与了一个名为“环”的大型超级计算机项目。“环”是通过计算机模拟生命诞生，但项目终止。参与“环”的每个人都死于相同类型的癌症。
馨在父亲所在医院遇到了一个名叫礼子的女人并爱上了她，之后礼子怀孕了。馨继续他的调查，结果他找到了一个名叫天野徹的人（也是参与“环”的最后幸存者）。天野透露，“环”是一个包含百台超级计算机的项目，旨在重建生命。天野告诉馨，新墨西哥州的一个实验室可能还有另一位科学家。馨去那里进入实验室，找到一副VR眼镜和手套并观察了“环界”。
他看到了“环界”中的一切，但他感兴趣的是环病毒的诞生。他从不同的角度详细地观看了之前关于录像带的所有事件。经过与天野的讨论，他知道“环”的创始人想要在现实世界中克隆高山龙司。然而，克隆的龙司体内却带有环病毒，当克隆体诞生时，环病毒变异为转移性人类癌病毒进入现实世界。
馨不顾一切地想找到治疗转移性人类癌的方法，但他遇到了一场风暴，被一位名叫克里斯托夫·艾略特的老人所救。艾略特是“环”项目的负责人，他透露二見馨正是高山龙司的克隆人，因此具有特殊天赋，即对转移性人类癌免疫。
为了解析馨的免疫力，必须对其进行分子化，而馨则会死亡。馨的分子资料转移到“环界”中，艾略特承诺礼子可以通过VR设备看到他。在“环界”中，馨重生为龙司并创造了一种环病毒疫苗。

### 新生（，）
环界4：新生、午夜凶铃4：贞相大白、七夜怪談4：貞相大白、七夜怪談4：誕生。1999年12月8日发售（ISBN 4-04-873151-3）。由三个短篇构成的小說集。
- 空中浮棺高野舞因环病毒而代孕生下真砂子（山村贞子重生）的过程。

- 剧团疑云三部曲的前传，以山村贞子生前所在的剧团为背景。

- 生日快乐三部曲的后续，二见馨继承高山龙司的记忆进入环界之后，杉浦礼子开始了解环界项目。

### 环裂（，）
贞子之环：环裂、贞子的救赎。2012年5月12日发售（ISBN 978-4041101834）。该系列的第五部小说，但承接第六部小说《环溯》的结尾。
安藤满男的儿子安藤孝则被公司总裁递给他一个包含自杀视频的闪存盘开始。负责分析视频内容的安藤看到画面后得出结论，这些画面不是由CG软件伪造生成的。孝则将文件保存到他的PC上，再次播放时，视频中男子的身体已经移到了较低的位置，在随后的播放中，视频总是进一步变化。同时，安藤的未婚妻丸山茜，一位24岁的高中老师，怀上了他的孩子，时常被人跟踪。当她在安藤的公寓时，她仿佛被一股不可抗拒的力量吸引到他的电脑上观看自杀视频。在更仔细地检查了视频后，安藤找到了拍摄的公寓楼，他还意识到有人在跟踪他。掌握关键的人是二十五年前观看录像后死亡的高山龙司，复活后以連續殺人案被判死刑的殺人魔柏田誠二身分，一直与贞子作战，以防止环病毒传播。丸山茜实际上是高山龙司与真砂子（贞子）的孩子，而在自杀视频是龙司向安藤告知中间事由的方式。之后，安藤发现丸山茜的跟踪者被一种超自然力量推落车站铁轨后死亡，而丸山茜就在现场。

### 环溯（，）
贞子之环：环溯、恶潮扩张。2013年9月5日发售（ISBN 978-4-04-103994-6）。该系列的第六部小说，衔接三部曲的结尾。
二见馨以高山龙司的身份环界重生后，使用柏田誠二的名字与户籍任职数学老师，但部分记忆丢失且人格分裂。有一天，他的学生由名理絵向他提到田島春菜在看到绳文时代女性雕像后陷入昏迷。听到理絵的叙述，柏田直觉地感觉到这是一条针对他的信息。他开始回忆环界中发生的事件。了解到山村志津子和她的女儿贞子之间的矛盾，关于赋予志津子超能力的役小角，追查到高山龙司的母亲高山瑞穂即是山村志津子而贞子正是龙司的姐姐。

## 用語
- 环病毒（Ring Virus）：超能力者山村贞子将自身的遺傳因子切片与天花病毒的遺傳因子混合成的病毒。安藤满男首次从高山龙司细胞中发现了这种环状的病毒，将其称之为环病毒。获得繁殖机会的环病毒会从环形裂开一个缺口变为类似精细胞的形态且不再致命，若感染者处于排卵期，大量病毒会在卵细胞内通过逆转录组装贞子的遺傳因子形成胚胎诞生贞子。
- 被诅咒的录像带：山村贞子利用超能力录制了环病毒的录像带。作为环病毒的最初形态，观看就会被感染，若不将录像带复制给他人观看以帮助病毒繁殖，观看者就会被贞子的超能力杀死。
- 环报告书（THE RING）：浅川和行在贞子的意志下完成的记录报告书。作为环病毒的又一种形态更具有感染效率，浅川和行逝世后由浅川顺一郎以纪实小说的形式出版。初版发行的5000本大多被重生后的高山龙司购回，但依然诞生了四名贞子。再版的封面被高山龙司加入了疫苗因而阻断了传播。四名贞子最终都被酒田清美的儿子杀死。
- 环电影：贞子计划的更高效环病毒传播媒介，原计划由真砂子（贞子）自己主演，但因为免疫缺陷真砂子四年人生全部在病痛中度过。之后酒田清美被定为主演，但由于高山龙司再次介入，酒田清美的事业受到破环，电影项目搁置。
- 环项目（LOOP project）：美日两国合作以共计128万台超级计算机构建的模拟生命演化计划，模仿地球生命的诞生进化，诞生了环界。但因为环病毒（Ring Virus）的出现环界生命开始癌化，环项目预算费用也耗尽，项目终止。二见馨到达新墨西哥州后项目重启，但因为计算机数量不如从前，环界时间流逝速度仅为现实世界五到六倍。
- 转移性人类癌症（MHC）：现实世界中转移性人类癌病毒引发的癌症，自从环界的高山龙司在现实世界的克隆体二见馨诞生后，高山龙司体内的环病毒也变异为MHC病毒进入现实世界，可同时感染动植物。只有二见馨能免疫此病毒，为了找到这种疾病治疗方法，二见馨被分子化解析后死亡，其意识记忆进入环界作为高山龙司重生。
- 超能力：柏田誠二（高山龙司）向安藤孝则解释超能力的本质是与高维度世界相联的能力。高山龙司观看录像带七天后即将被贞子的超能力杀死，临终前重播录像带发现空间扭曲，将电话拨通至现实世界的卫星电话，发现了高维世界的存在。

## 衍生小说

### the Ring：もっと怖い4つの話
收录了征集的4部佳作《ON AIR》（著：小林勇二）、《井户》（著：藤岡美暢）、《誰かが見ている》（著：小仓丰）、《ループ・オブ・ザ・リング》（原案：大喜多孝，脚本：敕使川原学）。封面画让书呈现录像带的形状。ISBN 9784048731454

### リトル　リング：死者からの手紙
少女向小説，2010年6月22日发行（作：みずのあき，絵：若月神無） ISBN 978-4046311023

### 貞子3D：復活
根据电影《貞子3D》改编，2012年4月25日发售。作者：後藤リウ。ISBN 978-4041002629

### 貞子3D2：再誕
根据电影《貞子3D2》改编，角川恐怖文库出版。著：後藤リウ。ISBN 9784041009314

### 貞子怪談
小学生向小説《貞子怪談》2013年7月13日发行（著：Group SNE，絵：阿部洋一）ISBN 978-4046313270

### 貞子
根据电影《貞子》改编，杉原宪明负责剧本，作者为牧野修，2019年4月24日角川恐怖文库出版。ISBN 978-4-04-107864-8

### 貞子（角川翼文庫版）
根据电影《貞子》改编，角川翼文库发行的儿童向小说。剧本由杉原宪明负责，作者是山室有纪子，2019年5月15日发售。ISBN 978-4-04-631900-5

### 贞子VS伽椰子
同名电影衍生小说，2016年5月25日由角川恐怖文库发售。黑史郎著。ISBN 978-4-04-104215-1

### 贞子VS伽椰子（小學館）
同名电影小说化，2016年6月16日由小學館发售。山本清史著。ISBN 978-4-09-230869-5

## 改编电影

### 富士电视台

#### 七夜怪谈：少女的怨念
七夜怪谈：少女的怨念这部电影于1995年8月11日21:02至22:52在富士电视台首播。在录像带和影碟的发行时以为标题，并进行了一些更改。

### 东宝

#### 午夜凶鈴
1998年，中田秀夫在他的电影《午夜凶鈴》中对该系列进行了新的日本改编。这部电影在评论界和商业上取得了成功，被认为彻底改变了日式恐怖类型并影响了许多未来电影。

#### 復活之路
1998年电影的第一部续集是《復活之路》（也称为凶铃再现）。这是对小说《螺旋》的改编。它于1998年1月31日与《午夜凶鈴》同一天发布。与第一部电影相比，被批评为商业上的失败。它由飯田譲治执导，他曾担任1995年电视电影《七夜怪谈：少女的怨念》的编剧。

#### 午夜凶鈴2
1999年发行了新的续集《午夜凶鈴2》。这部电影延续了《午夜凶鈴》的故事情节，忽略了《復活之路》的剧情以及许多演员回归出演。中田秀夫也回归导演。这是该系列中第一部不根据任何铃木小说改编的电影。虽然不像第一部电影那样广受好评，但这部电影在商业上取得了成功，成为1999年票房第二高的日本电影。

#### 七夜怪談0：貞相大白
前传《七夜怪談0：貞相大白》于2000年上映。这部电影改编自铃木1999年的短篇集《新生》中的第二篇。

### Hanmac Films

#### 午夜冤靈
1999年的《午夜冤靈》（The Ring Virus）是韩国翻拍片，贞子被改名为朴恩敍，他是双性人，就像书中的贞子一样。虽然这部电影模仿了《午夜凶铃》中的多个场景，但就像《七夜怪谈：少女的怨念》一样，非常还原原著小说。

### 梦工厂

#### 七夜冤靈
2002年翻拍了一部英文版《七夜冤靈》，贞子改名为萨马拉摩根，她是一个青春期前的人，而不是成年人。

#### 剎靈 (短片)
2005年的美国恐怖短片，杰克·皮尔斯在加入一个名为“环”的邪教组织后观看了一段被诅咒的录像带。衔接前后两部电影。

#### 剎靈
2005年的美国超自然心理恐怖电影，是2002年电影《七夜冤靈》的续集。中田秀夫执导了这部电影。

#### 七夜怪譚
《剎靈》的續集，于2017年2月3日在美国上映，票房排名第二。尽管受到批评，但它在全球范围内的总票房为8300万美元，而其预算为2500万美元。

### 角川

#### 贞子3D
2012年《贞子3D》发行，改编自铃木同年发行的《环裂》。由英勉执导，并延续了《復活之路》中建立的时间线。2019年2月15日发布PS VR版。

#### 貞子3D2
《贞子3D》的续集，于2013年发行。同样由英勉执导。

#### 貞子vs伽椰子
2016年，由白石晃士执导《貞子vs伽椰子》上映，是咒怨系列恐怖片的跨界电影。

#### 貞子
《貞子》于2019年5月24日上映。导演中田秀夫回归执导该系列电影。

#### 貞子DX
2022年秋季在日本上映的恐怖喜剧。剧情延续《螺旋》，但与原作不同的是病毒变异至新世代的网络传媒而迅速增殖。“DX”意为数字化转型。

## 改编电视剧
该系列第一个电视改编作品是1995年播放的日本电视电影《七夜怪谈：少女的怨念》，是最接近原著的，但没有后来电影成功。

### 惡靈貞子
《リング〜最終章〜》是1999年播出的12集独立迷你剧，大致基于原版小说。

### 貞子復活
1999年又制作了一部《惡靈貞子》的续集《貞子復活》，共13集。

## 衍生漫画

### 七夜怪談
《リング》（漫画：永井幸二郎，講談社漫画文庫）忠于原作小说记述的漫画版。ISBN 978-4063604122

### 七夜怪談：上下卷
《リング》（上・下巻）（作畫：稲垣みさお、腳本：高橋洋）根据第一部小说和电影混合改编。两卷均于1999年1月21日发行。黑马漫画编纂了前两卷，并于2003年11月12日发行了英文版。

### 七夜怪談之貞子復活
《らせん》改编自同名小说和电影。水樹樱作画，1999年9月10日发行。黑马漫画于2004年8月18日作为环漫画系列的第三卷发行。ISBN 4-04-853116-6

### 七夜怪谈2贞子谜咒
《リング2》（漫画：MEIMU 原作：鈴木光司、高橋洋）1999年2月3日，根据电影《午夜凶鈴2》改编。黑马漫画于2004年5月19日作为漫画系列的第二卷发行。

### 七夜怪谈之贞相大白
《リング0》（漫画：MEIMU、原作：高橋洋、鈴木光司）改编自电影《七夜怪談0：貞相大白》，2000年1月28日发售。黑马漫画于2005年3月30日将其作为系列漫画的“第零卷”发行。

### 七夜怪谈之贞子传说
《バースデイ》（漫画：MEIMU、原作：鈴木光司）以原作小说为基础的漫画版。除收录原作短篇外，还原创《SADAKO》篇章。由角川书店于1999年12月22日发行。黑马漫画于2004年11月 3日将其作为系列漫画的第四卷发行。ISBN 9784048531610

### 七夜怪谈：死
《リング：死》（漫画：MEIMU、脚本：高橋洋）电影改编漫画，2005年6月1日发售。ISBN 9784048538602

### 貞子
《貞子》（作畫：MEIMU、腳本：藤岡美暢、英勉）电影《貞子3D》改编漫画，2012年4月19日发售。ISBN 9784041201985

### となりの貞子ちゃん2D
《となりの貞子ちゃん2D》（監修：鈴木光司、著者：井原裕士）富士見書房。电影《貞子3D》衍生漫画。ISBN 9784047128866

### 貞子3D2
《貞子3D2》（原作：鈴木光司，脚本：保坂大輔、杉原憲明，漫画：有希うさぎ）电影《貞子3D2》改编漫画。ISBN 9784041208182

### 贞子和贞子酱
《贞子和贞子酱》（貞子さんとさだこちゃん）ComicWalker发布的电影《貞子》的衍生网络漫画。剧本：杉原宪明，作者：津々巳あや。贞子视角的喜剧漫画，2019年5月23日发布。ISBN 978-4-04-065703-5

### 终末的贞子
《终末的贞子》（終末の貞子さん）在月刊Comic Gene上连载的电影《貞子》衍生漫画。原本是作者在Twitter上恶搞的作品，成为热门话题被出版商连载。它已被宣布为电影的正式衍生作品。由KADOKAWA监制并由夏見こま撰写。贞子和一个小女孩在文明消失的世界旅行的人类故事。2019年6月27日发布，ISBN 9784040657820

## 网络系列
- 『【貞子】伊豆大島 里帰りの旅〜友だち100人できるかな〜』

2019年4月12日在YouTube·KADOKAWA电影频道发布的實景動画。贞子前往伊豆大岛与岛民交流。
- がんばれ!!貞子ちゃん THE 3D ANIMATION

搭配《贞子3D》电影在YouTube上发布的CG动画。
- 貞子の井戸暮らし

山村贞子的喜剧日常生活的YouTube频道，2022年2月注册。

## 非官方电影
2015年，由永冈久明执导的《妃姬子vs貞子》上映。虽然DVD封面中的角色类似于从井中出来的山村贞子，但电影中的角色是以高橋貞子为原型的高村貞子。 
2016年与2017年分别由黄河执导的《筆仙大战貞子》和《筆仙大战貞子2》在线上上映。第三部电影《筆仙怪談》于2021年5月在中国大陆线上播放。
2017年线上上映的《贞子大战碟仙》。
2018年上映《贞子归来》由稻草人影业制作。贞子和川子在中国抗日战争爆发后与父亲一起逃到中国，后来同时喜欢上一日本男生，姐姐川子将妹妹贞子闷死在木箱内。多年后，一学生无意中路过荒废的茅草屋带走投影仪，引发离奇死亡事件。虽然这部电影被宣传为贞子3D2的非官方续集，但实际上是《午夜凶鈴》的翻拍。